# Награди „Оскар“ (46-а церемония)
Четиридесет и шестата церемония по връчване на филмовите награди „Оскар“ се провежда на 2 април 1974 година. На нея се връчват призове за най-добри постижения във филмовото изкуство за предходната 1973 година. Събитието се провежда в „Дороти Чандлър Павилион“, Лос Анджелис, Калифорния. Представлението се води от няколко артисти. През настоящата година това са Джон Хюстън, Даяна Рос, Бърт Рейнолдс и Дейвид Нивън.
Големият победител на вечерта е криминалната интрига „Ужилването” на режисьора Джордж Рой Хил, номиниран в 10 категории за наградата, печелейки 7 статуетки, включително за най-добър филм и най-добър режисьор.
Сред останалите основни заглавия са трилърът на ужаса „Заклинателят“ на Уилям Фридкин, младежката комедия „Американски графити“ на Джордж Лукас, романтичната драма „Каквито бяхме“ на Сидни Полак и „Шепот и викове“ на Ингмар Бергман.

## Филми с множество номинации и награди
| Долуизброените филми получават повече от 2 номинации в различните категории за настоящата церемония: - 10 номинации: Заклинателят и Ужилването - 6 номинации: Каквито бяхме - 5 номинации: Американски графити, Шепот и викове и A Touch of Class - 4 номинации: Книжна луна - 3 номинации: Свободата на Пепеляшка, Последният детайл, Книжна гонитба, Спаси тигъра и Том Сойър | Долуизброените филми получават повече от 1 награда „Оскар“ на настоящата церемония:. - 7 статуетки: Ужилването - 2 статуетки: Заклинателят и Каквито бяхме |

## Номинации и награди
Долната таблица показва номинациите за наградите в основните категории. Победителите са изписани на първо място с удебелен шрифт.
| Най-добър филм | Най-добър режисьор |
| --- | --- |
| - Ужилването - Американски графити - Шепот и викове - Заклинателят - A Touch of Class | - Джордж Рой Хил – Ужилването - Джордж Лукас – Американски графити - Ингмар Бергман – Шепот и викове - Уилям Фридкин – Заклинателят - Бернардо Бертолучи – Последно танго в Париж         |
| Най-добра мъжка роля | Най-добра женска роля |
| - Джак Лемън - Спаси тигъра - Марлон Брандо - Последно танго в Париж - Джак Никълсън - Последният детайл - Ал Пачино - Серпико - Робърт Редфорд - Ужилването                                           | - Гленда Джаксън - A Touch of Class - Елън Бърстин - Заклинателят - Марша Мейсън - Свободата на Пепеляшка - Барбара Стрейзанд - Каквито бяхме - Джоан Удуърд - Летни желания, зимни мечти |
| Най-добра поддържаща мъжка роля | Най-добра поддържаща женска роля |
| - Джон Хаусман - Книжна гонитба - Винсънт Гардения - Бий барабана бавно - Джак Гилфорд - Спаси тигъра - Джейсън Милър - Заклинателят - Ранди Куейд - Последният детайл                                 | - Татум О'Нийл - Книжна луна - Линда Блеър - Заклинателят - Кенди Кларк - Американски графити - Меделин Кан - Книжна луна - Силвия Сидни - Летни желания, зимни мечти                     |
| Най-добър оригинален сценарий | Най-добър адаптиран сценарий |
| - Ужилването – Дейвид Уорд - Американски графити – Джордж Лукас, Глория Кац и Уилуърд Хайк - Шепот и викове – Ингмар Бергман - Спаси тигъра – Стив Шаган - A Touch of Class – Мелвин Франк и Джак Роуз | - Заклинателят – Уилям Питър Блати - Последният детайл – Робърт Тауни - Книжна гонитба – Джеймс Бриджис - Книжна луна – Алвин Сарджънт - Серпико – Валдо Салт и Норман Уекслър            |
| Най-добра кинематография (операторско майсторство) | Най-добър чуждоезичен филм |
| - Шепот и викове – Свен Нюквист - Заклинателят – Оуен Ройзман - Джонатан Ливингстън Сийгъл – Джак Коуфър - Ужилването – Робърт Съртийс - Каквито бяхме – Хари Страдлинг                                | - Американска нощ - Франция - Къщата на улица Челоче - Израел - Поканата - Швейцария - Пешеходецът - Германия - Турска наслада - Холандия                                                 |